# كولبكيت
كولبكيت هو معدن نادر للسكانديوم من معادن الفوسفات، لوحدته البلورية الصيغة الكيميائية ScPO4·2H2O. ورمزه المعدني Kbe.
اكتشف المعدن لأول مرة سنة 1908 في مقاطعة ساكسونيا الألمانية، وأطلق عليه هذا الاسم نسبة إلى الجيولوجي الألماني فريدريش كولبك Friedrich Kolbeck.
تتراوج صلادة المعدن وفق مقياس موس بين 3.5 و4؛ بالتالي يمكن خدشه بالسكين.